# NGC 4962
NGC 4962 је елиптична галаксија у сазвежђу Береникина коса која се налази на NGC листи објеката дубоког неба.
Деклинација објекта је + 29° 7' 21" а ректасцензија 13h 4m 58,5s. Привидна величина (магнитуда) објекта NGC 4962 износи 12,6 а фотографска магнитуда 13,6. NGC 4962 је још познат и под ознакама NGC 4952, UGC 8175, MCG 5-31-121, CGCG 160-129, PGC 45233.